# National Basketball Association 1987-1988
La stagione della National Basketball Association 1987-1988 fu la 42ª edizione del campionato NBA. La stagione si concluse con la vittoria dei Los Angeles Lakers, che sconfissero i Detroit Pistons per 4-3 nelle finali NBA.

## Squadre partecipanti
- Atlanta Hawks
- Boston Celtics
- Chicago Bulls
- Cleveland Cavaliers
- Dallas Mavericks
- Denver Nuggets
- Detroit Pistons
- G.S. Warriors
- Houston Rockets
- Indiana Pacers
- L.A. Clippers
- L.A. Lakers

- Milwaukee Bucks
- N.J. Nets
- N.Y. Knicks
- Phoenix Suns
- Philadelphia 76ers
- Portland T. Blazers
- Sacramento Kings
- San Antonio Spurs
- Seattle S.Sonics
- Utah Jazz
- Washington Bullets

## Classifica finale

### Eastern Conference
| Squadra            | V  | P  | %    | GB |
| ------------------ | -- | -- | ---- | -- |
| Boston Celtics     | 57 | 25 | 69,5 | -  |
| New York Knicks    | 38 | 44 | 46,3 | 19 |
| Washington Bullets | 38 | 44 | 46,3 | 19 |
| Philadelphia 76ers | 36 | 46 | 43,9 | 21 |
| New Jersey Nets    | 19 | 63 | 23,2 | 38 |

| Squadra             | V  | P  | %    | GB |
| ------------------- | -- | -- | ---- | -- |
| Detroit Pistons     | 54 | 28 | 65,9 | -  |
| Atlanta Hawks       | 50 | 32 | 61,0 | 4  |
| Chicago Bulls       | 50 | 32 | 61,0 | 4  |
| Cleveland Cavaliers | 42 | 40 | 51,2 | 12 |
| Milwaukee Bucks     | 42 | 40 | 51,2 | 12 |
| Indiana Pacers      | 38 | 44 | 46,3 | 16 |

### Western Conference
| Squadra           | V  | P  | %    | GB |
| ----------------- | -- | -- | ---- | -- |
| Denver Nuggets    | 54 | 28 | 65,9 | -  |
| Dallas Mavericks  | 53 | 29 | 64,6 | 1  |
| Utah Jazz         | 47 | 35 | 57,3 | 7  |
| Houston Rockets   | 46 | 36 | 56,1 | 8  |
| San Antonio Spurs | 31 | 51 | 37,8 | 23 |
| Sacramento Kings  | 24 | 58 | 29,3 | 30 |

| Squadra                | V  | P  | %    | GB |
| ---------------------- | -- | -- | ---- | -- |
| Los Angeles Lakers C   | 62 | 20 | 75,6 | -  |
| Portland Trail Blazers | 53 | 29 | 64,6 | 9  |
| Seattle SuperSonics    | 44 | 38 | 53,7 | 18 |
| Phoenix Suns           | 28 | 54 | 34,1 | 34 |
| Golden State Warriors  | 20 | 62 | 24,4 | 42 |
| Los Angeles Clippers   | 17 | 65 | 20,7 | 45 |

## Vincitore
| Campione NBA 1987-1988          |
| ------------------------------- |
| Los Angeles Lakers (11º titolo) |

## Statistiche
| Categoria             | Giocatore      | Squadra              | Stat  |
| --------------------- | -------------- | -------------------- | ----- |
| Punti per gara        | Michael Jordan | Chicago Bulls        | 35,0  |
| Rimbalzi per gara     | Michael Cage   | Los Angeles Clippers | 13,03 |
| Assist per gara       | John Stockton  | Utah Jazz            | 13,8  |
| Palle rubate per gara | Michael Jordan | Chicago Bulls        | 3,2   |
| Stoppate per gara     | Mark Eaton     | Utah Jazz            | 3,8   |
| FG%                   | Kevin McHale   | Boston Celtics       | 60,4  |
| FT%                   | Jack Sikma     | Milwaukee Bucks      | 92,2  |
| 3FG%                  | Craig Hodges   | Milwaukee Bucks      | 49,2  |

## Premi NBA
- NBA Most Valuable Player Award: Michael Jordan, Chicago Bulls
- NBA Rookie of the Year Award: Mark Jackson, New York Knicks
- NBA Defensive Player of the Year Award: Michael Jordan, Chicago Bulls
- NBA Sixth Man of the Year Award: Roy Tarpley, Dallas Mavericks
- NBA Most Improved Player Award: Kevin Duckworth, Portland Trail Blazers
- NBA Coach of the Year Award: Doug Moe, Denver Nuggets
- NBA Executive of the Year Award: Jerry Krause, Chicago Bulls
- All-NBA First Team:
  - F - Larry Bird, Boston Celtics
  - F - Charles Barkley, Philadelphia 76ers
  - C - Hakeem Olajuwon, Houston Rockets
  - G - Michael Jordan, Chicago Bulls
  - G - Magic Johnson, Los Angeles Lakers
- All-NBA Second Team:
  - F - Karl Malone, Utah Jazz
  - F - Dominique Wilkins, Atlanta Hawks
  - C - Patrick Ewing, New York Knicks
  - G - Clyde Drexler, Portland Trail Blazers
  - G - John Stockton, Utah Jazz
- All-Defensive First Team:
  - Kevin McHale, Boston Celtics
  - Rodney McCray, Houston Rockets
  - Hakeem Olajuwon, Houston Rockets
  - Michael Cooper, Los Angeles Lakers
  - Michael Jordan, Chicago Bulls
- All-Defensive Second Team:
  - Buck Williams, New Jersey Nets
  - Karl Malone, Utah Jazz
  - Mark Eaton, Utah Jazz (pari)
  - Patrick Ewing, New York Knicks (pari)
  - Alvin Robertson, San Antonio Spurs
  - Fat Lever, Denver Nuggets
- All-Rookie Team:
  - Derrick McKey, Seattle SuperSonics
  - Cadillac Anderson, San Antonio Spurs
  - Mark Jackson, New York Knicks
  - Kenny Smith, Sacramento Kings
  - Armen Gilliam, Phoenix Suns